# Oxyothespis longicollis
Oxyothespis longicollis är en bönsyrseart som beskrevs av Max Beier 1931. Oxyothespis longicollis ingår i släktet Oxyothespis och familjen Mantidae. Inga underarter finns listade i Catalogue of Life.